# Riešė

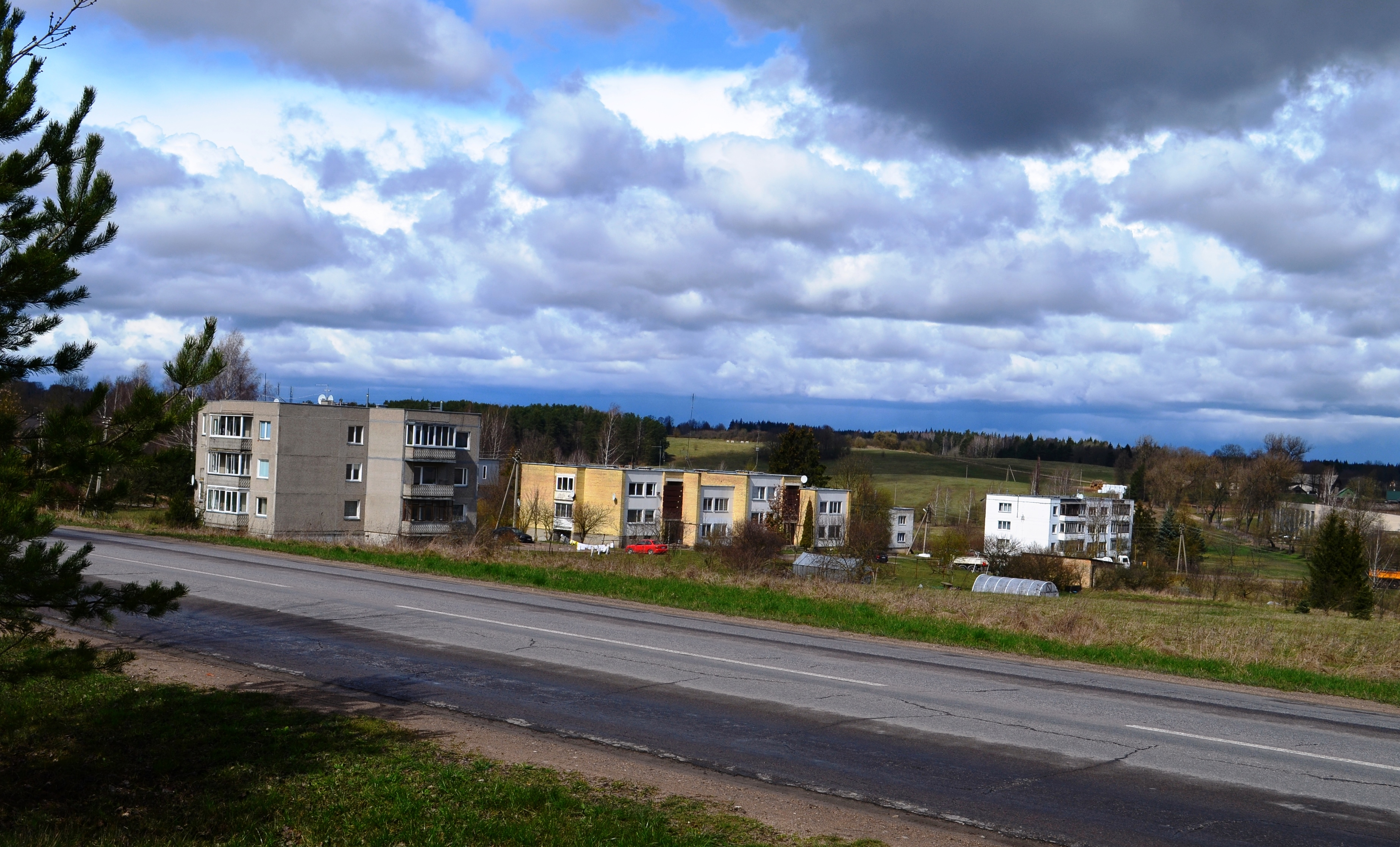
Dorf

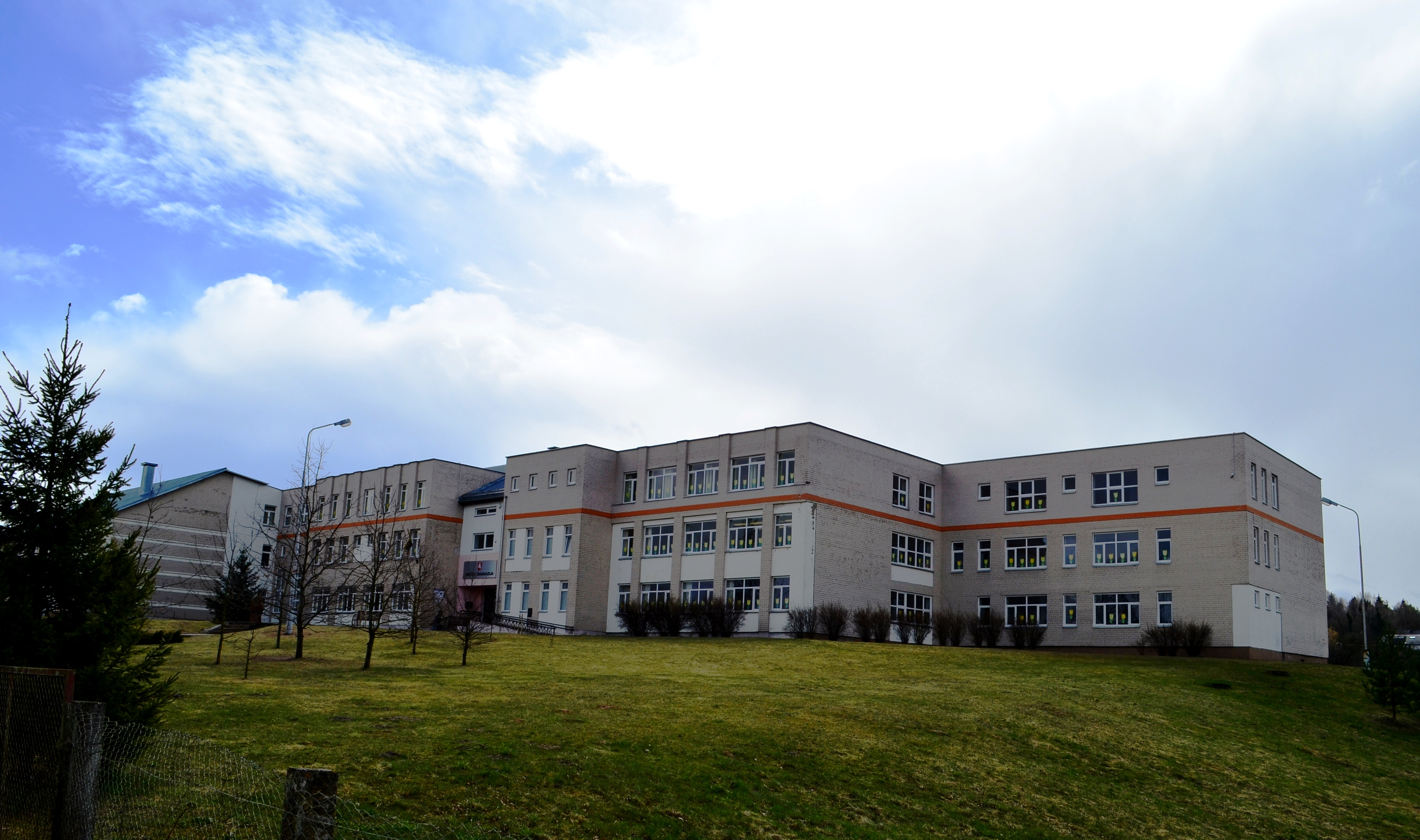
Gymnasium

Riešė hat 4.500 Einwohner (Stand 2025) und ist das zweitgrößte Dorf in Litauen und das größte Dorf in der Rajongemeinde Vilnius. Es liegt im Hochland Riešė, 3 km westlich von Didžioji Riešė, am Bach Riešė. Es hat 3 Unter-Ältestenschaften (Unterbezirke). Es gibt einen Pferdezuchtbetrieb, das Gymnasium Riešė, die Grundschule "Pirmoji akademija", ein Postamt (LT-14028) und den Supermarkt Maxima LT.

## Geschichte
In der 2. Hälfte des 19. Jahrhunderts und in der 1. Hälfte des 20. Jahrhunderts war Riešė das Zentrum der Wolost. Zu Zeiten des Sowjetlitauens war es die zentrale Siedlung des Staatlichen Gestüts Vilnius (Vilniaus valstybinis žirgynas). Im September 2006 wurde hier eines der größten Pilzzuchtzentren Europas, UAB "Riešės plantacija", eröffnet und beschäftigt 105 Mitarbeiter (Stand: 2024).